# Alexei Solodjankin
Alexei Solodjankin (russisch Алексей Солодянкин; * 14. Mai 1972 in Kirow) ist ein ehemaliger russischer Skispringer.

## Werdegang
Sein internationales Debüt gab Solodjankin in der Saison 1993/94 im Rahmen des Skisprung-Continental-Cup. In seiner ersten Saison erreichte er dabei mit 50 Punkten den 116. Platz. Daraufhin startete er als Mitglied der russischen Nationalmannschaft bei den Olympischen Winterspielen 1994 in Lillehammer. Dabei konnte er sich jedoch nicht durchsetzen und belegte von der Normalschanze nur Rang 45. Von der Großschanze kam er über Rang 57 nicht hinaus. Gemeinsam mit Michail Jessin, Stanislaw Pochilko und Dmitri Tschelowenko landete er im Teamspringen auf Platz 12.

## Erfolge

### Continental-Cup-Platzierungen
| Saison  | Platz | Punkte |
| ------- | ----- | ------ |
| 1993/94 | 116.  | 50     |